# Loalwa Braz
Pour les articles homonymes, voir Braz et Vieira.
Loalwa Braz Vieira, née le 3 juin 1953 à Rio de Janeiro et morte le 19 janvier 2017 à Saquarema, est une chanteuse brésilienne célèbre pour être l'interprète de la chanson Lambada avec le groupe franco-brésilien Kaoma

## Biographie
Elle est née et élevée à Jacarepaguá, dans la zone Ouest de Rio de Janeiro, dans une famille de la classe moyenne composée de musiciens. Son père était un chef d'orchestre populaire, et sa mère une pianiste classique. L'artiste a toujours été influencée par la musique et depuis son enfance a décidé de suivre cette voie, du piano classique à l'âge de quatre ans, à la chanson, où elle commence sa carrière à l'âge de douze ans. Elle a souffert de préjugés au début de sa carrière, car malgré une formation en musique classique, elle a choisi de chanter des rythmes plus populaires, qui lui apporteront le succès.
Très connue au Brésil avant le succès international de la Lambada, elle a composé deux chansons pour le générique du film Le Roi Desperados, produit par Canal + et s'est produite avec le London Philharmonic Orchestra sur la bande sonore du film Dis-moi oui réalisé par Alexandre Arcady et avec une musique de Philippe Sarde.
En 1985, elle décide de s'installer à Paris après le spectacle Brésil en Fête au Palais des Sports. Après un concours pour choisir un chanteur pour un groupe de lambada, Loalwa a rejoint le groupe Kaoma, un groupe qui a duré de 1989 à 1998, date à laquelle elle a sorti son dernier album en Europe. Loalwa ne s'est jamais arrêtée et a continué à chanter en portugais, continuant à faire voyager le rythme à travers le monde.
Loalwa s'est produite au Paradis Latin, au Méridien (Paris), à l'Olympia (1988 et 1992), au TLP Dejazet, au New Morning, au Zénith, au Madison Square Garden, au London Palladium, au Waldorf, à l'Astoria et dans d'autres endroits.
Elle poursuit sa carrière solo et dirige également sa société Braz Brasil Produções, axée sur la diffusion des arts brésiliens à travers les continents.
En 2011, elle a sorti un nouvel album solo, Ensolarado, avec des artistes d'Afrique, des Caraïbes]et d'Amérique latine.

### Vie personnelle
Lorsqu'elle s'installe à Paris en 1985, elle chante du jazz dans des clubs et des boîtes de nuit, où elle rencontre un Français, qu'elle épouse et dont elle a deux enfants. Son mari reste en France, tandis qu'elle part vivre dans sa maison d'hôtes à Região dos Lagos, dans l'État de Rio de Janeiro. La chanteuse soignait un cancer avant son décès.

### Décès
Elle a été retrouvée morte à l'intérieur d'une voiture incendiée à Saquarema, dans la Région des Lacs de Rio, le matin du 19 janvier 2017. Trois hommes ont été arrêtés et lourdement condamnés pour le cambriolage suivi du meurtre de la chanteuse, dont l'un était le concierge de la maison d'hôtes familiale qui appartenait à Loalwa.

## Discographie

### Ensolo
- Brésil (1989)
- Recomeçar  (2003)
- Ensolarado  (2011)

### AvecKaoma
- Worldbeat (1989)
- Tribal-Pursuit (1991)
- A La Media Noche (1998)